# Unterseeboot UB-40
Pour les autres navires du même nom, voir Unterseeboot 40.
L'Unterseeboot UB-40 est un sous-marin (U-Boot) allemand de type UB II utilisé par la Kaiserliche Marine pendant la Première Guerre mondiale. 

## Conception
Sous-marin de type UB II, l'UB-40 avait un déplacement de 274 tonnes en surface et de 303 tonnes en immersion. Il avait une longueur hors tout de 36,90, une largeur de 4,40 m et un tirant d'eau de 3,69 m. Le sous-marin était propulsé par deux moteurs Diesel Körting à six cylindres à quatre temps produisant 284 chevaux (209 kW), deux moteurs électriques Siemens-Schuckert produisant 280 chevaux (210 kW) et un arbre d'hélice. Il était capable d’opérer à une profondeur allant jusqu’à 50 mètres.
La vitesse maximale du sous-marin était de 9,15 nœuds (16,95 km/h) en surface et de 5,81 nœuds (10,76 km/h) en immersion. Lorsqu’il était en surface, il pouvait parcourir 6450 milles marins (11950 km) à 5 nœuds (9,3 km/h), et en immersion, 45 milles marins (83 km) à 4 nœuds (7,4 km/h). L'UB-40 était armé de deux tubes lance-torpilles de 500 mm à l’avant, de quatre torpilles et d’un canon de pont SK L/30 de 88 mm. Il avait un effectif de vingt-et-un membres d’équipage et deux officiers, et un temps de plongée de 42 secondes.

## Carrière
Le sous-marin a été commandé le 22 juillet 1915 et lancé le 25 avril 1916. Il a été mis en service dans la marine impériale allemande le 17 août 1916.
En 28 patrouilles, le sous-marin coula 100 navires. L'UB-40 a été sabordé à Ostende lorsque l’armée allemande s’est retirée de Belgique le 5 octobre 1918.
L’épave de l'UB-40 a été localisée et identifiée par des plongeurs à la position 51° 13,5′ N, 2° 56′ E.

## Affectations
- Flottilles des Flandres : du 10 mars 1916 au 2 octobre 1918

## Commandants
- Oblt.z.S. Karl Neumann : du 17 août au 2 décembre 1916
- Oblt.z.S. Hans Howaldt : du 3 décembre 1916 au 14 décembre 1917
- Oblt.z.S. Karl Dobberstein : du 15 décembre 1917 au 17 mai 1918
- Oblt.z.S. Hans Joachim Emsmann : du 18 mai au 31 juillet 1918

## Navires coulés
| Date              | Nom                   | Nationalité      | Tonnage | Destin              |
| ----------------- | --------------------- | ---------------- | ------- | ------------------- |
| 20 octobre 1916   | Barbara               | United Kingdom   | 3740    | Coulé               |
| 21 octobre 1916   | Cock O’ the Walk      | United Kingdom   | 111     | Coulé               |
| 22 octobre 1916   | Maris Stella          | France           | 106     | Coulé               |
| 22 octobre 1916   | Risøy                 | Norvège          | 1129    | Coulé               |
| 7 novembre 1916   | Reime                 | Norvège          | 1913    | Coulé               |
| 8 novembre 1916   | Killellan             | United Kingdom   | 1971    | Coulé               |
| 16 novembre 1916  | Alphonse Marceline    | Belgique         | 60      | Coulé               |
| 16 novembre 1916  | Vanguard              | United Kingdom   | 142     | Coulé               |
| 17 novembre 1916  | Saint Rogatien        | France           | 1581    | Coulé               |
| 21 novembre 1916  | Alice                 | France           | 822     | Coulé               |
| 21 novembre 1916  | Palm Beach            | United Kingdom   | 3891    | Endommagé           |
| 22 novembre 1916  | Houlgate              | France           | 1550    | Coulé               |
| 22 novembre 1916  | City of Mexico        | Norvège          | 1511    | Coulé               |
| 22 novembre 1916  | Grenada               | United Kingdom   | 2268    | Coulé               |
| 28 décembre 1916  | Oldambt               | Pays-Bas         | 470     | Capturé comme prise |
| 5 février 1917    | Anna Prosper          | Belgique         | 70      | Coulé               |
| 5 février 1917    | Emerald               | United Kingdom   | 57      | Coulé               |
| 21 février 1917   | Alice                 | Norvège          | 709     | Coulé               |
| 25 février 1917   | Maria Adriana         | Pays-Bas         | 88      | Coulé               |
| 26 février 1917   | Tammerfors            | Empire russe     | 994     | Coulé               |
| 28 février 1917   | 'Immaculée Conception | France           | 36      | Coulé               |
| 25 mars 1917      | Étoile De La Mer      | France           | 43      | Coulé               |
| 25 mars 1917      | Félix Faure           | France           | 37      | Coulé               |
| 25 mars 1917      | Louise                | France           | 45      | Coulé               |
| 25 mars 1917      | Marie Louise          | France           | 34      | Coulé               |
| 25 mars 1917      | Saint Joseph          | France           | 35      | Coulé               |
| 29 mars 1917      | Conoid                | United Kingdom   | 165     | Coulé               |
| 29 mars 1917      | Irma                  | France           | 32      | Coulé               |
| 30 mars 1917      | Somme                 | United Kingdom   | 1828    | Coulé               |
| 15 avril 1917     | Möhlenpris            | Norvège          | 638     | Coulé               |
| 16 avril 1917     | Cairndhu              | United Kingdom   | 4109    | Coulé               |
| 16 avril 1917     | Victoria              | United Kingdom   | 165     | Coulé               |
| 17 avril 1917     | HMHS Lanfranc         | Royal Navy       | 6287    | Coulé               |
| 19 avril 1917     | Limeleaf              | United Kingdom   | 7339    | Endommagé           |
| 3 mai 1917        | Clodmoor              | United Kingdom   | 3753    | Coulé               |
| 15 mai 1917       | Cuba                  | United Kingdom   | 271     | Coulé               |
| 16 mai 1917       | Highland Corrie       | United Kingdom   | 7583    | Coulé               |
| 16 mai 1917       | Pagenturm             | United Kingdom   | 5000    | Coulé               |
| 17 mai 1917       | Florence Louisa       | United Kingdom   | 115     | Coulé               |
| 20 mai 1917       | Porthkerry            | United Kingdom   | 1920    | Coulé               |
| 20 mai 1917       | Tycho                 | United Kingdom   | 3216    | Coulé               |
| 21 mai 1917       | Jupiter               | United Kingdom   | 2,124   | Coulé               |
| 7 juin 1917       | Mahopac               | United Kingdom   | 3216    | Endommagé           |
| 7 juin 1917       | Oldfield Grange       | United Kingdom   | 4653    | Endommagé           |
| 8 juin 1917       | Phantom               | United Kingdom   | 251     | Coulé               |
| 9 juin 1917       | Eugene Mathilde       | France           | 15      | Coulé               |
| 9 juin 1917       | Francois Georgette    | France           | 7       | Coulé               |
| 10 juin 1917      | Henri Jeanne          | France           | 9       | Coulé               |
| 10 juin 1917      | Madeleine             | France           | 7       | Coulé               |
| 11 juin 1917      | Eustace               | United Kingdom   | 3995    | Endommagé           |
| 11 juin 1917      | Huntsholm             | United Kingdom   | 2073    | Coulé               |
| 11 juin 1917      | Margarita             | United Kingdom   | 2788    | Endommagé           |
| 12 juin 1917      | Alfred                | United Kingdom   | 130     | Coulé               |
| 27 juin 1917      | Solway Prince         | United Kingdom   | 317     | Coulé               |
| 28 juin 1917      | Marguerite            | France           | 1544    | Coulé               |
| 28 juin 1917      | Northfield            | United Kingdom   | 2099    | Endommagé           |
| 30 juin 1917      | Borgund I             | Norvège          | 764     | Coulé               |
| 30 juin 1917      | Chateau Yquem         | France           | 1913    | Coulé               |
| 15 juillet 1917   | Dinorwic              | United Kingdom   | 124     | Coulé               |
| 15 juillet 1917   | Ebenezer              | United Kingdom   | 177     | Coulé               |
| 20 juillet 1917   | L. H. Carl            | United Kingdom   | 1916    | Coulé               |
| 20 juillet 1917   | Salsette              | United Kingdom   | 5842    | Coulé               |
| 22 juillet 1917   | Rota                  | United Kingdom   | 2171    | Coulé               |
| 12 août 1917      | Marie Alfred          | France           | 159     | Coulé               |
| 12 août 1917      | Pauline Louisa        | France           | 172     | Coulé               |
| 14 août 1917      | Tuddal                | Norvège          | 3511    | Coulé               |
| 15 août 1917      | Brodstone             | United Kingdom   | 4927    | Coulé               |
| 16 août 1917      | Eastgate              | United Kingdom   | 4277    | Endommagé           |
| 19 août 1917      | Glocliffe             | United Kingdom   | 2211    | Coulé               |
| 21 septembre 1917 | Radaas                | Danemark         | 2524    | Coulé               |
| 22 septembre 1917 | Greleen               | United Kingdom   | 2286    | Coulé               |
| 23 septembre 1917 | SS Rosehill           | United Kingdom   | 2788    | Coulé               |
| 25 septembre 1917 | City of Swansea       | United Kingdom   | 1375    | Coulé               |
| 19 octobre 1917   | Wellington            | United Kingdom   | 5600    | Endommagé           |
| 24 octobre 1917   | Gallia                | Royaume d'Italie | 2728    | Coulé               |
| 25 octobre 1917   | Gefion                | United Kingdom   | 10123   | Coulé               |
| 28 octobre 1917   | Redesmere             | United Kingdom   | 2123    | Coulé               |
| 17 novembre 1917  | Abaris                | United Kingdom   | 2892    | Endommagé           |
| 17 novembre 1917  | Western Coast         | United Kingdom   | 1394    | Coulé               |
| 19 novembre 1917  | Aparima               | United Kingdom   | 5704    | Coulé               |
| 9 décembre 1917   | Sedbergh              | United Kingdom   | 4275    | Endommagé           |
| 27 January 1918   | Carolus               | Norvège          | 1041    | Coulé               |
| 29 January 1918   | Butetown              | United Kingdom   | 1829    | Coulé               |
| 20 février 1918   | Huntsmoor             | United Kingdom   | 4957    | Coulé               |
| 25 février 1918   | Nyanza                | United Kingdom   | 6695    | Endommagé           |
| 16 mars 1918      | Author                | United Kingdom   | 5586    | Endommagé           |
| 21 mars 1918      | Ikeda                 | United Kingdom   | 6311    | Coulé               |
| 18 avril 1918     | Pentyrch              | United Kingdom   | 3312    | Coulé               |
| 26 mai 1918       | Dayspring             | United Kingdom   | 57      | Coulé               |
| 26 mai 1918       | Eclipse               | United Kingdom   | 47      | Coulé               |
| 26 mai 1918       | Fortuna               | United Kingdom   | 61      | Coulé               |
| 31 mai 1918       | Alert                 | United Kingdom   | 59      | Coulé               |
| 3 juin 1918       | Antiope               | United Kingdom   | 3004    | Endommagé           |
| 6 juin 1918       | Active                | United Kingdom   | 57      | Coulé               |
| 6 juin 1918       | Beryl                 | United Kingdom   | 57      | Coulé               |
| 6 juin 1918       | Dianthus              | United Kingdom   | 51      | Coulé               |
| 29 juin 1918      | Grekland              | Suède            | 2751    | Coulé               |
| 29 juin 1918      | Florentia             | United Kingdom   | 3688    | Coulé               |
| 1 juillet 1918    | Charing Cross         | United Kingdom   | 2534    | Coulé               |
| 2 juillet 1918    | Admiral               | United Kingdom   | 102     | Coulé               |
| 2 juillet 1918    | Madeleine             | France           | 158     | Endommagé           |
| 2 juillet 1918    | Nord                  | France           | 409     | Coulé               |
| 7 juillet 1918    | Aby                   | United Kingdom   | 15      | Coulé               |
| 7 juillet 1918    | Albion                | United Kingdom   | 22      | Coulé               |
| 7 juillet 1918    | Leeds                 | United Kingdom   | 161     | Endommagé           |
| 26 juillet 1918   | Boy Jack              | United Kingdom   | 57      | Coulé               |
| 26 juillet 1918   | Godesgenage           | Belgique         | 40      | Coulé               |
| 27 juillet 1918   | Counsellor            | United Kingdom   | 56      | Coulé               |
| 27 juillet 1918   | Fear Not              | United Kingdom   | 59      | Coulé               |
| 27 juillet 1918   | I’ll Try              | United Kingdom   | 51      | Coulé               |
| 27 juillet 1918   | Kirkham Abbey         | United Kingdom   | 1166    | Coulé               |
| 27 juillet 1918   | Le Bijou              | United Kingdom   | 46      | Coulé               |
| 27 juillet 1918   | Paragon               | United Kingdom   | 56      | Coulé               |
| 27 juillet 1918   | Passion Flower        | United Kingdom   | 46      | Coulé               |
| 27 juillet 1918   | Success               | United Kingdom   | 54      | Coulé               |
| 27 juillet 1918   | Valour                | United Kingdom   | 39      | Coulé               |
| 28 juillet 1918   | Francis Robert        | United Kingdom   | 44      | Coulé               |